# Juncus rigidus
Juncus rigidus — вид рослин з родини ситникових (Juncaceae), поширений в Італії, Мальті, Африці, в Азії на схід до Пакистану й Туркменістану.

## Опис
Багаторічна трав'яниста рослина. Рослина заввишки 0.3–1.5 м. Кореневище компактне, повзуче, до 1 см діаметром. Прикореневі листки 0.25–1.1 м завдовжки. Суцвіття — нещільна волоть з 60–150 головками, кожна голова 2–6-квіткова. Листочки оцвітини від зеленого до солом'яно-жовтого забарвлення. Коробочка вузько тригоно-яйцеподібна, завдовжки 3.5–5 мм, зазвичай перевищує листочки оцвітини. Насіння веретеноподібне, 0.5–0.7 мм завдовжки з білими придатками довжиною 0.8–1.2 мм на кожному кінці.

## Поширення
Поширений в Італії, Мальті, Африці, в Азії на схід до Пакистану й Туркменістану.
Цей вид зазвичай росте в піщаних, засолених районах (як прибережних, так і внутрішніх), в пустельних і степових регіонах, часто біля колодязів, в сезонних вологих западинах, а також біля окраїн малих водойм і на болотах.

## Використання
Молоді пагони їстівні, корінь можна використовувати медично. Рослина використовується для декоративних цілей та предметів домашньому господарстві. 